# شواک
شواک (به عربی: الشواک) یک منطقهٔ مسکونی در سودان است که در القضارف واقع شده‌است. شواک ۵۱۶ متر بالاتر از سطح دریا واقع شده‌است.